# Tara McDonald
Pour les articles homonymes, voir McDonald.
Tara Jane McDonald, née le 9 septembre 1976 à Dartford, en Angleterre, est une auteur-compositeur-interprète britannique, reconnue pour ses hits internationaux et au Royaume-Uni.
Tara a d'abord connu le succès grâce à ses collaborations avec Armand Van Helden et Axwell sur les titres My My My et Feel The Vibe (qu'elle a coécrits avec Axwell). Ces deux singles ont été no 1 des charts des clubs avant d'être respectivement no 12 et no 16 des ventes de singles au Royaume-Uni. Elle a également collaboré avec Todd Terry sur le titre Get Down, qu'elle a coécrit, et avec David Guetta, sur le titre Delirious, qu'elle a également coécrit, et You Are Not Alone Delirious, qui figure sur l'album Pop Life, a été l'un des titres les plus diffusés à la radio en Europe durant l'année 2008[réf. nécessaire].
Tara McDonald a fait des tournées dans les clubs et festivals d'Europe, d'Australie, de Russie, de Dubaï, des États-Unis, de Chine, d'Égypte, de Jordanie...

## Biographie

### Jeunesse et débuts
Tara McDonald est née en 1976 à Dartford, en Angleterre. À l'âge de 9 ans, elle incarne le personnage d'Éponine dans la comédie musicale Les Misérables au Palace Theater à Londres. À 12 ans, elle gagne une compétition internationale de chant, « The Danny Kaye Awards », présentée par Audrey Hepburn. Elle représente alors la Grande-Bretagne et remporte la compétition en interprétant la chanson Make Your Own Rainbow. Grâce à cette récompense, elle devient ambassadrice de l'UNICEF pendant un an pour promouvoir les droits des enfants à travers l'Europe et l'Afrique. À l'âge de 13 ans, elle est à l'affiche de Joseph and the Amazing Technicolor Dreamcoat, aux côtés de Jude Law, au National Youth Music Theatre (en) lors du festival d'Édimbourg. À 14 ans, elle décroche le rôle principal de la comédie musicale St Bernadette au Dominion Theatre à Londres - rôle interprété précédemment par Martine McCutcheon. Elle a fait ses études de chant à l'école Italia Conti (en) puis intègre plus tard la BRIT School.
Elle a également travaillé comme danseuse pour Karen Ramirez (en) pour la promotion de son single Looking for Love et également pour les Jungle Bros pour le single I'll House you.
Elle a chanté en Afghanistan, en Irak, au Sierra Leone pour les Forces armées britanniques impliquées dans des conflits internationaux aux travers de concerts de charité organisés par l'association CSE (combined service entertainment).
En 2000, le groupe Planet Funk lui demande d'interpréter avec eux leur hymne dance Chase the Sun aux MTV Dance Festival à Ibiza à côté de Basement Jaxx et de Faithless. Parallèlement à sa carrière de chanteuse, elle continue à écrire des chansons et topliner en studio pour des artistes d'univers musicaux différents. Elle a coécrit pour D-Sides leur 1er single Stronger Together avec Cliff Randall & Simon Britton et produit par le producteur au Grammy Award Cut Father & Joe. Le single s'est hissé à la 5e place des ventes de single en Angleterre, et a été no 1 au Japon.

### Strictly Come Dancing, David Guetta etPlayboy(2005-2012)
De 2004 à 2007, Tara McDonald intègre l'équipe de chanteurs et choristes de l'émission phare de la BBC1 Strictly Come Dancing
En 2005, elle coécrit et chante le titre Feel the Vibe til the morning comes avec Axwell. Le titre se hisse à la 20e place en Angleterre et devient l'un des plus gros titre dance de l'année. Un an plus tard, elle interprète le titre My My My d'Armand Van Helden qui atteint directement la 11e place des charts commerciaux anglais. Ces deux titres sont devenus de véritables hymnes de la scène dance[réf. nécessaire], et lui permettent de les interpréter en direct dans l'émission dance de Pete Tong sur la BBC1, à Ibiza.
En 2007, Tara McDonald coécrit deux titres sur l'album Pop Life de David Guetta sorti en 2008 : You're Not Alone et surtout Delirious qui devient le premier hit single de l'album et est l'un des morceaux les plus diffusé en radio en Europe de l'année 2008. Elle devient la première artiste featuring à figurer dans un clip de David Guetta.
Toujours durant cette même année 2007, Tara McDonald rencontre Bryan Ferry. Ils se rencontrent sur le concert caritatif « Band Du Lac » alors qu'elle était choriste pour Gary Brooker, Eric Clapton et Roger Waters. Très vite, elle travaille avec Bryan Ferry sur son album Dylanesque en tant que choriste et arrangeur vocal, album studio de reprises de Bob Dylan. C'est avec cet album qu'elle part sur une tournée d'un an aux côtés de Bryan Ferry.
En 2008, Tara McDonald soutient l'association caritative ChildLine (en) Rocks aux côtés de Roger Daltrey (The Who), Thunder, Lulu & Russ Ballard à l'O2 Indigo.
Le magazine Playboy (version française de luxe) lui offre la couverture en 2010 de son édition spéciale « Music is Fashion and Sexy ». Cette édition spéciale avec 7 photos de Tara en pin-up moderne façon Andy Warhol a battu tous les records de ventes en France, toutes éditions confondues[réf. nécessaire]. Bryan Ferry, David Vendetta et David Guetta ont tous commenté l'édition et leur expérience professionnelle à ses côtés.
Tara McDonald est élue « Plus belle voix féminine de l'année 2010 » de la musique dance electro par le magazine OnlyForDj's après avoir rassemblé plus de 67 % des votes du public.
Elle a été décrite comme « bête de scène » par David Guetta[réf. nécessaire], « sexbomb chic » de la scène électro par le magazine FHM et « la chanteuse blanche à la voix de black » par le magazine Rolling Stone.
En 2010, Tara McDonald collabore sur plusieurs nouveaux titres : I'm Your Goddess (DJ Centre Records) avec David Vendetta, un titre dance avec Alim Qasimov, un artiste featuring d'Azerbaïdjan, Elevated avec les deux producteurs australiens TV Rock, Everything et Funkerman, Beats for You avec le producteur Mischa Daniels (Armada Music), Set me on Fire avec le producteur Sidney Samson (Spinnin' Records) et le hit Give Into The Night/Tomorrow avec les producteurs Dimitri Vegas, Like Mike et Dada Life qui en ont fait l'hymne du festival Tomorrowland en Belgique et qui s'est à la 20e place des charts. Tara est auteur et productrice des vocals.
Elle sort Dynamite en 2011, produit par Sidney Samson. Le remix de Nicky Romero est élu meilleur track club de cette année. Cette même année, elle travaille à nouveau avec David Guetta sur un nouveau titre Pandemonium coproduit par Afrojack, sorti sur la compilation FMIF Ibiza mix (Emi Records). Generation 24/7, qui avait été enregistré 4 ans auparavant, sort cette même année sur le label Hed Kandi Records.
Toujours en 2011, Tara McDonald se produit sur la scène du festival 24hrs of Burning House (qui se tient en Serbie sur la forteresse de Smederevo) aux côtés de Junior Jack, Sandy Rivera, Chocolate Puma, Steve Edwards et d'autres artistes. C'est la deuxième fois qu'elle se rend en Serbie[réf. nécessaire].
Elle s'est produite à Amsterdam au concert caritatif « Girls First » dans le cadre du programme de l'association internationale « Plan ». Une grande mobilisation artistique dans laquelle elle a été la seule artiste non hollandaise à être invitée[réf. nécessaire]. Le concert avait pour but de récolter des fonds pour les droits des femmes dans les pays en voie de développement et a été télévisée sur la chaîne nationale hollandaise. Les Nations unies ont déclaré le 11 octobre jour dédié à l'association Girls First.

### Émission de radio,The Voiceet nouvel album (2012-2013)
En 2012, Tara McDonald lance son émission de radio hebdomadaire Shut Up & Dance sur Radio FG (France). Elle devient la seule animatrice non DJ à avoir son émission de radio FM dance en France[réf. nécessaire], aux côtés de David Guetta, Armin van Buurin et Laidback Luke. En 2013, son émission de radio change de nom et devient I Like This Beat et est diffusée au bout de moins d'un an dans plus de quarante-deux pays et sur la compagnie aérienne Emirates[pas clair].
Début 2012, elle intègre l'équipe de l'émission de télévision The Voice (Belgique) en tant qu'assistante coach de Quentin Mosimann, lui-même vainqueur de la saison 7 de Star Academy en France. De leur équipe sort vainqueur de cette première saison Roberto Bellarosa, qui signe quelques semaines plus tard un contrat avec Sony Records.
En 2012, Tara McDonald signe un contrat de 2 albums avec Mercury/Universal et son premier single solo Give Me More a été un des titres les plus joués en radios sur les pays francophones durant l'été.[réf. nécessaire]
Tara McDonald et la chanteuse de RnB franco-canadienne Zaho collaborent en août 2013 pour le single Shooting Star, chanté en anglais et en français.
En octobre 2014, elle est de retour avec un nouveau single intitulé Vay-K (« Vacances » en américain), en duo avec le rappeur américain Snoop Dogg qui l'a coécrit avec elle. Il est produit par Nathan Duvall. Quelques jours après la sortie internationale, elle publie un remix de Vay-K pour le marché francophone, accompagnée du groupe Marin Monster, duo de rappeurs français révélé en 2014 et produit par Maître Gims.

## Discographie

### Singles
- Feel The Vibe (Till The Morning Comes) Axwell feat. Tara McDonald - Data Records/Ministry of Sound - 2005 (Co-écrit par Tara McDonald)
- My My My (Funktuary) - Armand van Helden feat. Tara McDonald - Southern Fried Records - 2006
- Take Me I'm Yours & Let Me In (de l'album Music Takes Me) - Stonebridge - Stoneboy Records - 2007 (Co-écrit par Tara McDonald)
- Get Down - Todd Terry Allstars feat. Tara McDonald - Strictly Rhythm Records - 2007 (Co-écrit par Tara McDonald)
- Play On - Todd Terry Allstars feat. Tara McDonald - Strictly Rhythm Records - 2007 (Co-écrit par Tara McDonald)
- You're Not Alone (de l'album Pop Life) - David Guetta feat. Tara McDonald - EMI - 2008 (Co-écrit par Tara McDonald)
- Delirious (de l'album Pop Life) - David Guetta feat. Tara McDonald - EMI - 2008 (Co-écrit par Tara McDonald)
- Love Crazy - Warren Clarke & Tara McDonald - Hed Kandi - 2008 (Co-écrit par Tara McDonald)
- Revolution - The Vibers & Tara McDonald - Roton - 2009 (Co-écrit par Tara McDonald)
- Shake It - Lee Cabrera vs Thomas Gold & Tara McDonald - CR2 Records - 2009
- La La Land - Joey Negro & Tara McDonald - Blanco Negro Records - 2010 (Co-écrit par Tara McDonald)
- Elevated - TV Rock & Tara McDonald - Neon Records - 2010 (Co-écrit par by Tara McDonald)
- I'm Your Goddess - David Vendetta & Tara McDonald featuring Alim Qasimov - Dj Centre - 2010 (Co-écrit par Tara McDonald)
- Everything - Funkerman & Tara McDonald - Flamingo Records - 2010 (Co-écrit par Tara McDonald)
- Beats For You - Mischa Daniels & Tara McDonald - Armada Music - 2010 (Co-écrit par Tara McDonald)
- Can't Stop Singing - Mowgli & Tara McDonald - Data Records - 2010 (Co-écrit par Tara McDonald)
- Tomorrow (Give Into The Night) - Dimitri Vegas, Like Mike, Dada Life & Tara McDonald - Smash The House - 2010
- Set Me On Fire - Sidney Samson vs Tara McDonald - Spinnin' Records - 2011 (Co written by Tara McDonald)
- Dynamite - Sidney Samson vs Tara McDonald - Spinnin' Records - 2011 (Co-écrit par Tara McDonald)[9]
- All Alone - Quentin Mosimann & Tara McDonald - Universal Records - 2011
- Generation 24/7 - Tara McDonald - Hed Kandi Records - 2011
- Pandemonium - David Guetta & Afrojack featuring Tara McDonald - EMI Records - 2011
- Give Me More - Tara McDonald - Universal Music France - 2012
- Fix Of You - Tara McDonald - Universal Music France - 2013
- Shooting Star - Tara McDonald Feat. Zaho - Universal Music France - 2013
- Vay-K - Tara McDonald Feat. Snoop Dogg - Universal Music France - 2014
- Happy Hour - Tara McDonald feat. Tefa & Trackstorm - Universal Music France - 2015
- I Need a Miracle - BIP Records - 2016
- Love Me - Tara McDonald Feat. Juan Magán Urband 5 - 2016
- Money Maker - Tara McDonald Feat. Zion & Lennox - 2019